# Shining Force II
Shining Force II – taktyczna gra fabularna, wydana w roku 1994. Należy do serii Shining Force. Akcja gry rozpoczyna się, kiedy złodzieje kradną starożytne kamienie, przypadkiem uwalniając demoniczne siły. W królestwie Granseal nagle choruje król, do tego zostało ono zaatakowane przez mroczne siły, którymi kieruje lord-Demon Zeon. Główny bohater, młody wojownik, o imieniu Bowie (gracz może je dowolnie edytować na początku gry) został wybrany, by zebrać drużynę i walczyć z nieprzyjacielem.

## Rozgrywka
Rozgrywka jest bardzo zbliżona do części pierwszej, dzieli z nią wszystkie podstawowe mechanizmy, zmiany w rozgrywce dotyczą takich elementów jak brak podziału historii gry na rozdziały, oraz ogólnie zwiększona ilość zawartości, np. czarów. Rozgrywka dzieli się na dwie główne części - eksplorację miast i świata, oraz bitwy. W trakcie eksploracji świata, główny bohater chodzi bez drużyny po świecie, może odwiedzać wybrane miasta, rozmawiać z wieloma postaciami niezależnymi, kupować nowy sprzęt u kupców oraz zmieniać skład drużyny na bitwy - wymieniać postaci można między bitwami w kwaterze głównej, zwykle znajdującej się w mieście.
Bitwy odbywają się w turach, gdzie każda postać ma swoje miejsce w kolejce. Każdy z podwładnych bohaterów należy do określonej klasy - są zarówno typowi wojownicy, łucznicy jak i postacie magiczne. Różnią się oni statystykami, takimi jak atak, obrona, punkty życia, punkty magii a także dostępnymi czarami. Każda z postaci może zdobywać nowe poziomy doświadczenia. Do tego każda klasa ma określony awans klasy, dający dostęp do nowych możliwości. Drużyna składa się z postaci należących do różnych ras, gracz ma wśród podwładnych feniksa, humanoidalnego szczura Petera (który jest jednym ze trójki złodziejów z intra gry) czy centaury. W bitwie może uczestniczyć do 12 postaci kierowanych przez gracza. Pola bitew podzielone są na kwadraty - każda z postaci może poruszać się o ich określoną ilość, zależną od terenu, oraz ich specjalnych umiejętności - postacie latające są w stanie przelecieć nad trudnym terenem.
Zachowano również mechanizm "braku Game Over" - przegrane w bitwach nie oznaczają końca gry, postać gracza odradza się w najbliższej świątyni, tracąc część złota, jednak zachowując doświadczenie. Świątynie służą również do wskrzeszania członków drużyny, którzy polegli we wcześniejszych bitwach, leczenia ich z zatruć oraz awansu w nowe klasy.